# Agnita
Agnita' (rumænsk udtale: [aɡˈnita]  ( hør); tysk: Agnetheln; Transsylvanisk saksisk: Ongenîtlen; ungarsk: Szentágota) er en by  i distriktet Sibiu i Transsylvanien i det centrale Rumænien. Byen har 7.564 (2021) indbyggere.  Byen administrerer to landsbyer, nemlig Coveș (tysk: Käbisch; ungarsk: Ágotakövesd) og Ruja (tysk: Roseln; ungarsk: Rozsonda).

## Beliggenhed
Agnetheln ligger næsten midt i Rumænien,  ved den øvre del af floden 
Hârtibaciu (Valea Hârtibaciului) på forbindelsesvejen fra Sibiu  til Sighișoara. Byen ligger i  den nordøstlige del af distriktet, ca. 45 kilometer sydøst for byen Mediaș (Mediasch); distriktsshovedstaden Sibiu ligger ca. 60 kilometer sydvest for Agnita.

## Historie
Det første dokument, der nævner byen, er en købekontrakt om jord, der blev underskrevet i 1280 af en Henric fra Sancta Agatha. I 1376 gav Ludvig 1. af Ungarn landsbyen ret til at afholde et marked. I 1466 gav Matthias Corvinus landsbyen ret til at føre retssager (jus gladi) og byggede en fæstning for at forsvare Kongeriget Ungarn mod Det Osmanniske Rige.
Agnita er en by med traditionelt håndværk, berømt for de gamle gilder af garvere, skomagere, skræddere, bødkerier og pottemagere, med en halvlandlig økonomi.

## Galleri
- Den befæstede Transylvansk-saksiske kirke i Agnita
- Den befæstede Transylvansk-saksiske kirke i Agnita
- Det historiske centrum i Agnita
- Det historiske centrum i Agnita